# 黃鶴昇
黃鶴昇（1960年9月11日—），原名黃學昇，德國華人作家、哲學家。

## 生平
黃鶴昇1960年出生於海南島儋州。因客家人的“鶴”與“學”同音，父親就為孩子起官名為“黃學昇”，更顯高雅有文質。在中國大陸他做過農民、教師、警察、記者，曾任雜誌社總編輯。1990年黃鶴昇到德國，當時一無所有，前途茫茫，一切從零開始。他先後在柏林、漢堡、基爾、奧斯納布呂克等地學習工作。他現居德國巴伐利亞的小城菲森（Füssen）── 新天鵝堡（Neuschwanstein）。黃鶴昇是歐洲華文作家協會會員。
黃鶴昇在經商之余推出三本文化思想著作，從德國認識論啟蒙哲學家康德思想入手闡釋中國傳統思想，對抗時下中國泛濫的唯物論物質主義。他乃道中人，喜以老子「玄覽」做學問，竟「覽」有所成──《通往天人合一之路》、《孔孟之道判釋》、《宇宙心論》 等書均獲得中華民國僑聯總會人文科學學術論著獎。
在寫作之余黃鶴昇還研考「尚書」中客家語、粵語。 在國學刊物發表文章「中國封建制度略考」。

## 著作
- 短篇小說集《圈圈怪誕》
- 哲學論著《老莊道無哲學探釋》（原書名《通往天人合一之路》）
- 《孔孟之道判釋》
- 《宇宙心論》[5] [6]

## 获奖
- 中華民國僑聯總會人文科學學術論著獎。[7]